# Cleidion luziae
Cleidion luziae là một loài thực vật có hoa trong họ Đại kích. Loài này được Kulju mô tả khoa học đầu tiên năm 2005.